# Américain accidentel
Américain accidentel (en anglais : « accidental American ») est un terme qui désigne une personne possédant plusieurs nationalités dont celle américaine, sans avoir d'attachement particulier aux États-Unis, et cette personne peut parfois même ne pas avoir eu conscience pendant longtemps qu'elle possédait cette nationalité.
Sont généralement désignés Américains accidentels des personnes :
- qui ont acquis la nationalité américaine à la naissance par jus soli compte tenu de leur naissance sur le territoire des États-Unis ;
- qui ont bénéficié dès la naissance d’une autre nationalité transmise par l’un des deux (ou les deux) parents qui n’est pas (ou ne sont pas) citoyen(s) américain(s) et à laquelle il n’a jamais été renoncé depuis la naissance ;
- qui ont quitté les États-Unis au cours de leur enfance (parfois quelques mois après leur naissance, certains d’ailleurs ne parlant même pas l’anglais) ;
- qui n’ont jamais travaillé ou, plus largement, résidé de façon permanente aux États-Unis après leur majorité.

Ce n'est pas une notion juridique à partir de laquelle découlerait un ensemble de règles applicables.
En France, les Américains accidentels sont confrontés à l'extraterritorialité de la législation fiscale américaine depuis la loi du 18 septembre 2014, qui autorise l’approbation de l’accord entre le gouvernement de la République française et le gouvernement des États-Unis en vue d’améliorer le respect des obligations fiscales à l’échelle internationale et de mettre en œuvre la loi relative au respect des obligations fiscales concernant les comptes étrangers (le Foreign Account Tax Compliance Act  dit « FATCA »). 
Le FATCA est un règlement du code fiscal des États-Unis qui oblige les banques des pays ayant accepté ce règlement à signer avec le Département du Trésor des États-Unis un accord dans lequel elles s'engagent à lui communiquer tous les comptes détenus par des citoyens américains.
Les États-Unis d'Amérique sont un des rares pays à faire reposer le statut de contribuable sur la nationalité plutôt que sur la résidence. Or, ce système impose à tout individu possédant la nationalité américaine, y compris la double-nationalité franco-américaine, de déclarer ses revenus et comptes bancaires (FBAR) annuellement auprès de l'Internal Revenue Service (IRS), l'administration fiscale américaine, et ce même s'il vit et travaille à l'étranger. En France, le montant des impôts payés agit comme un crédit d'impôt pour l'impôt dû aux États-Unis.